# Russell Alexander Alger
Pour les articles homonymes, voir Alger (homonymie).
Russell Alexander Alger, né le 27 février 1836 à Lafayette (Ohio) et mort le 24 janvier 1907 à Washington (district de Columbia)), est un militaire et homme politique américain. Membre du Parti républicain, il est gouverneur du Michigan entre 1885 et 1887, secrétaire à la Guerre entre 1897 et 1899 dans l'administration du président William McKinley, puis sénateur du Michigan entre 1902 et 1907. Il est également major-général dans l'armée de l'Union lors de la guerre de Sécession.

## Biographie

### Premières années
Russell Alexander Alger est né le 27 février 1836 à Lafayette en Ohio. Après des études de droit, il est admis au barreau en mars 1859 puis s'installe à Grand Rapids dans le Michigan.

### Guerre de Sécession
Il s'engage, en tant que capitaine, dans le 2d Michigan Volunteer Cavalry le 2 octobre 1861. Il est promu commandant le 2 avril 1862.
Promu lieutenant-colonel le 30 octobre 1862, il est alors affecté au 6th Michigan Cavalry, puis promu colonel le 11 juin 1863 au 5th Michigan Cavalry.
Au cours de la campagne de la vallée de la Shenandoah du général Philip Sheridan, le 16 août 1864, son régiment est engagé à la bataille de Guard Hill. Après que les troupes confédérées de la brigade de Wickham se heurtent à la brigade de cavalerie de Devin, la brigade confédérée de Wofford tente un mouvement de flanc. La brigade du Michigan de Custer arrivent et mettent en déroute les troupes confédérées. Le colonel Alger fait alors un compte-rendu des combats.
Il est breveté brigadier général et major général des volontaires le 11 juin 1865 alors qu'il avait quitté le service actif le 20 septembre 1864.

### Après la guerre
Russell Alexander Alger est élu gouverneur du Michigan de 1884 à 1886 puis est nommé en 1897 secrétaire à la Guerre par le président William McKinley, poste qu'il occupe jusqu'en 1899. Pour combler la vacance laissée par la mort de James McMillan (en), Alger est nommé puis élu au Sénat des États-Unis en 1902 et occupe ce poste jusqu'à sa mort à Washington le 24 janvier 1907.

## Hommage
Le comté d'Alger du Michigan fut nommé en son honneur.